# Lugosi György
Lugosi György (Budapest, 1955. január 12. – ) Aase-díjas magyar színművész.

## Életpályája
1978-1981 között a Várszínház stúdiójában, 1981-1983 között a Nemzeti Színház stúdiójában tanult.  1983-2019 között a kaposvári Csiky Gergely Színház színművésze, mellette vállalt vendégszerepléseket is. 1994-ben kapott színész minősítést. Korábban a Kaposvári Egyetem Művészeti Karának vendégoktatója is volt.

## Fontosabb színházi szerepei
- Második hordár (elítélt lélek) (De Filippo: Ezek a kísértetek!, Józsefvárosi Színház, 1982, r: Garas Dezső),
- Azazello (Bulgakov–Babarczy: A Mester és Margarita, Csiky Gergely Színház, Kaposvár, 1984, r: Babarczy László),
- Ottó (Katona–Shakespeare–Theokritosz: Hogyan vagy partizán? avagy Bánk bán, Csiky Gergely Színház, Kaposvár, 1984, r: Mohácsi János),
- Kicsi (Ács–Mártha: Munkásoperett, Csiky Gergely Színház, Kaposvár, 1985, r: Ács János),
- A Szárnyas Majmok királya (Baum–Schwajda: Óz, a nagy varázsló, Csiky Gergely Színház, Kaposvár, 1986, r: Babarczy László és Mohácsi János),
- A roueni hóhér (Shaw: Szent Johanna, Csiky Gergely Színház, Kaposvár, 1987, r: Babarczy László),
- Tanyás gazda (Móricz: Úri muri, Pécsi Nyári Színház, 1987, r: Jordán Tamás),
- Ivan Vasziljevics (Erdman: Az öngyilkos, Csiky Gergely Színház, Kaposvár, 1988, r: Ascher Tamás),
- Szónok (Ács: Egy kiállítás képei, Csiky Gergely Színház, Kaposvár, 1988, r: Ács János),
- Márk (Buckman–Swift: Most mind együtt, Csiky Gergely Színház, Kaposvár, 1988, r: Lázár Kati),
- Lőportáros (Brecht: Kurázsi mama és gyermekei, Csiky Gergely Színház, Kaposvár, 1989, r: Gothár Péter),
- Huang-ti, kínai császár (Weöres: Holdbéli csónakos, Csiky Gergely Színház, Kaposvár, 1989, r: Babarczy László),
- Rabbi (Bock–Harnick–Stein: Hegedűs a háztetőn, Csiky Gergely Színház, Kaposvár, 1989, r: Bezerédi Zoltán),
- Komornyik (Schiller: Ármány és szerelem, Csiky Gergely Színház, Kaposvár, 1989, r: Mohácsi János),
- Bastian (Goldoni: Karneválvégi éjszaka, Csiky Gergely Színház, Kaposvár, 1989, r: Lázár Kati és Jordán Tamás),
- Tullius Rotundus (Dürrenmatt: A nagy Romulus, Csiky Gergely Színház, Kaposvár, 1991, r: Mohácsi János),
- János vitéz, én hű huszárom / Katzenjammer főtanácsos (Hoffmann–Kapecz–Gothár: Diótörő, Csiky Gergely Színház, Kaposvár, 1991, r: Gothár Péter),
- Hámán (Tersánszky: Kakuk Marci, Csiky Gergely Színház, Kaposvár, 1992, r: Gothár Péter),
- Arzen Kazbeki (Brecht: A kaukázusi krétakör, Csiky Gergely Színház, Kaposvár, 1992, r: Babarczy László),
- Patikárius (Shakespeare: Rómeó és Júlia, Csiky Gergely Színház, Kaposvár, 1992, r: Lukáts Andor),
- Miska, pincér (Kálmán–Stein–Jenbach–Gábor–Innocent Vincze–Mohácsi–Mohácsi: 1916. A csárdáskirálynő, Csiky Gergely Színház, Kaposvár, 1993, r: Mohácsi János),
- A zsűri elnöke (Kosztolányi–Babarczy: Néró, a véres költő, Csiky Gergely Színház, Kaposvár, 1993, r: Babarczy László),
- Fűrész Róbert (Brecht: Koldusopera, Csiky Gergely Színház, Kaposvár, 1993, r: Babarczy László),
- Ruckly (Kesey–Wassermann: Kakukkfészek, Csiky Gergely Színház, Kaposvár, 1994, r: Lukáts Andor),
- Ridolfo, kávéháztulajdonos (Goldoni: A kávéház, Csiky Gergely Színház, Kaposvár, 1994, r: Mohácsi János),
- Nurse (Miller: Istenítélet, Csiky Gergely Színház, Kaposvár, 1995, r: Mohácsi János),
- Rendőrorvos (Molnár: Az üvegcipő, Csiky Gergely Színház, Kaposvár, 1996, r: Bezerédi Zoltán),
- Sodó bá (Tasnádi: Kokainfutár, Csiky Gergely Színház, Kaposvár, 1996, r: Znamenák István),
- Cecco, kalóz (Barrie: Pán Péter, Csiky Gergely Színház, Kaposvár, 1997, r: Pártos Géza),
- Fogadós (Svarc: Hétköznapi csoda, Csiky Gergely Színház, Kaposvár, 1997, r: Révész Ágota),
- Cigányprímás (Bródy: A tanítónő, Csiky Gergely Színház, Kaposvár, 1997, r: Molnár Piroska),
- Spak Anton Szemjonovics (Bulgakov: Iván, a rettentő, Csiky Gergely Színház, Kaposvár, 1998, r: Mohácsi János),
- Anyika, Richárd nagyanyja (Lőrinczy: Balta a fülbe, Csiky Gergely Színház, Kaposvár, 1999, r: Réthly Attila),
- Ceremóniamester / Bíró (Hugo–Bleonţ: A Notre-Dame-i toronyőr, Zsámbéki Nyári Színház, 1999, r: Beatrice Bleonţ),
- Alkander, „varázsló”, később Geronte, Isabelle apja (Corneille: Szemfényvesztés, Csiky Gergely Színház, Kaposvár, 1999, r: Almási-Tóth András),
- Lajos bácsi (Móricz–Babarczy: Rokonok, Csiky Gergely Színház, Kaposvár, 1999, r: Babarczy László),
- szereplő (Heller–Mohácsi–Mohácsi–a társulat: Megbombáztuk Kaposvárt, Csiky Gergely Színház, Kaposvár, 2000, r: Mohácsi János),
- A falu csősze (Petőfi–Kacsoh–Heltai–Bakonyi: János vitéz, Csiky Gergely Színház, Kaposvár, 2000, r: Réthly Attila),
- Albertinka papája (Gombrowicz: Operett, Csiky Gergely Színház, Kaposvár, 2001, r: Keszég László),
- Bruckner Szigfrid (Lázár–Bodor: A négyszögletű kerek erdő, Csiky Gergely Színház, Kaposvár, 2001, r: Bodor Erzsébet),
- Szőke őrnagy (Jeles: Szenvedéstörténet, Csiky Gergely Színház, Kaposvár, 2001, r: Szederkényi Júlia),
- Vaszkov törzsőrmester (Vasziljev: Csendesek a hajnalok, Csiky Gergely Színház, Kaposvár, 2001, r: Lázár Kati),
- Juraj Ardonjak (Kušan: Galócza, Csiky Gergely Színház, Kaposvár / Balatonboglári Szabadtéri Színház, 2002, r: Keszég László),
- Zsinóros huszár / Ipafay udvarmester (Hoffmann–Kapecz–Gothár: Diótörő, Csiky Gergely Színház, Kaposvár, 2002, r: Znamenák István),
- Főnök (Steinbeck: Egerek és emberek, Csiky Gergely Színház, Kaposvár, 2002, r: Kelemen József),
- szereplő (Kovács–Mohácsi–Mohácsi: Csak egy szög, Csiky Gergely Színház, Kaposvár, 2003, r: Mohácsi János),
- Vang, vízárus / Bonc / Dohánygyári munkás (Brecht: A szecsuáni jólélek, Csiky Gergely Színház, Kaposvár, 2003, r: Lázár Kati és Tóth Géza),
- Zsüzsü, balettmester (Szép: Lila ákác, Csiky Gergely Színház, Kaposvár, 2004, r: Léner András),
- Malomszegi báró (Huszka–Martos: Lili bárónő, Csiky Gergely Színház, Kaposvár, 2004, r: Babarczy László),
- Publius (Shakespeare: Julius Caesar, Csiky Gergely Színház, Kaposvár, 2005, r: Rusznyák Gábor),
- Farkas Endre, ügyelő (Frayn: Veszett fejsze, Csiky Gergely Színház, Kaposvár, 2005, r: Mohácsi János),
- Kubanek, hentes (Szilágyi–Zerkovitz: Csókos asszony, Csiky Gergely Színház, Kaposvár, 2005, r: Znamenák István),
- Raverdan márki (Rejtő–Hamvai–Darvas–Varró: Vesztegzár a Grand Hotelban, Csiky Gergely Színház, Kaposvár, 2006, r: Ascher Tamás),
- Kecskeméti Móric herceg (Kálmán–Brammer–Grünwald: Marica grófnő, Csiky Gergely Színház, Kaposvár, 2006, r: Babarczy László),
- Felügyelő (Caragiale: Karnebál, Csiky Gergely Színház, Kaposvár, 2007, r: Réthly Attila),
- Fleuron (Zágon–Somogyi–Eisemann: Fekete Péter, Csiky Gergely Színház, Kaposvár, 2007, r: Znamenák István),
- Corinnus, pásztor (Shakespeare: Ahogy tetszik, Csiky Gergely Színház, Kaposvár, 2008, r: Babarczy László),
- Berlini apostoli nuncius / Lugger, Wehrmacht-őrnagy / Szolga, Fontanáéknál / Id. Luccani, katolikus zsidó (Hochhuth: A helytartó, Csiky Gergely Színház, Kaposvár, 2009, r: Mohácsi János),
- Edward Lawrence, régiségkereskedő (Pörtner: Hajmeresztő, Csiky Gergely Színház, Kaposvár, 2009, r: Znamenák István),
- Szerelő (Örkény: Kulcskeresők, Csiky Gergely Színház, Kaposvár, 2010, r: Keszég László),
- Kónya, kántortanító (Tóth: A falu rossza, Csiky Gergely Színház, Kaposvár, 2010, r: Mohácsi János),
- Furmanek őrnagy (Feydeau–Desvallières: A tartalék tartalékos, Weöres Sándor Színház/Karneválszínház, Szombathely, 2010, r: Jordán Tamás),
- Binder tanácsos (Szilágyi–Huszka: Erzsébet, Csiky Gergely Színház, Kaposvár, 2010, r: Babarczy László),
- Pap (Egressy: Portugál, Csiky Gergely Színház, Kaposvár, 2010, r: Tóth Géza),
- Sir Walter Blunt (Shakespeare: IV. Henrik, Csiky Gergely Színház, Kaposvár, 2012, r: Tim Carroll),
- Menelaosz (Meilhac–Halévy: Szép Heléna, Csiky Gergely Színház, Kaposvár, 2012, r: Göttinger Pál),
- Miniszteri biztos (Móra–Fábri–Gyenes–Szász–Deres: Hannibál tanár úr, Csiky Gergely Színház, Kaposvár, 2013, r: Vidovszky György),
- Murci / Mocsárpribék (Litvai: Világszép nádszálkisasszony, Csiky Gergely Színház, Kaposvár, 2013, r: Funtek Frigyes),
- Elnök (első esküdt) (Rose: Tizenkét dühös ember, Csiky Gergely Színház, Kaposvár, 2013, r: Kelemen József),
- Maurice (Ábrahám–Grünwald–Löhner-Beda–Romhányi: Bál a Savoyban, Csiky Gergely Színház, Kaposvár, 2015, r: Bozsik Yvette),
- Pap, püspöki helynök (Stendhal–Tolcsvay–Müller: Vörös és fekete, Csiky Gergely Színház, Kaposvár, 2015, r: Funtek Frigyes),
- Titkár (Molnár: Egy, kettő, három, Kultúrbrigád/Átrium Film-Színház, 2016, r: Znamenák István),
- Kisfejű Nagyfejű Zordonbordon (Lázár–Tóth: A négyszögletű kerek erdő, Csiky Gergely Színház, Kaposvár, 2016, r: Tóth Géza).

## TV és filmes szerepei
- A renitens (2024)
- Hazatalálsz (2023)
- Mintaapák (2021)
- Doktor Balaton (2021)
- A mi kis falunk (2020)
- Barátok közt (2000,2004, 2018, 2020)
- Hacktion: Újratöltve (2013)
- Pánik (2008)
- Csocsó, avagy éljen május elseje! (2001)
- Kisváros (1996-2000)
- Valaki kopog (2000)
- Az öt zsaru (1999)
- Ámbár tanár úr (1998)
- Szamba (1996)
- Hamis a baba (1991)
- A revizor (1984)

## Díjai és kitüntetései
- Komor István emlékgyűrű (2005)[2]
- Aase díj (2007)